# Charles III (duc de Parme)
Pour les articles homonymes, voir Charles III.
Pour les autres membres de la famille, voir Maison de Bourbon-Parme.
Charles III de Bourbon-Parme (Carlo III di Borbone-Parma, nom complet : Ferdinando Carlo Vittorio Giuseppe Maria Baldassarre), né à Camaiore le 14 janvier 1823, mort à Parme le 27 mars 1854, fut duc de Parme et Plaisance du 25 août 1849 jusqu'au 27 mars 1854, date de son assassinat. 
Il est le fils unique de Charles II de Parme alors prince souverain de Lucques et de la princesse Marie-Thérèse de Savoie, fille du roi Victor-Emmanuel Ier et de l'archiduchesse Marie-Thérèse d'Autriche-Este. Il poursuit ses études en Saxe et à Vienne. Il a beaucoup voyagé alors qu'il est prince héréditaire du duché de Lucques. Pendant un certain temps, il sert dans l'armée piémontaise avec le grade de capitaine. En 1845, son père arrange son mariage avec la princesse Louise de France, petite-fille du roi Charles X, qui lui donne quatre enfants. En décembre 1847, à la mort de la duchesse de Parme Marie-Louise d'Autriche, son père, Charles II duc de Lucques, devient le duc régnant de Parme et Plaisance, mais abdique le 24 mars 1849. Charles III devient le duc de Parme, de Plaisance et des États annexés le 25 août.  
Charles III devait son trône au soutien des troupes autrichiennes. Il place Parme sous la loi martiale, inflige de lourdes peines aux membres du gouvernement provisoire défunt, ferme les universités et institue une politique régulière de persécution. Sa politique autoritaire le rend impopulaire. Après seulement cinq ans de règne, il est assassiné en mars 1854.

## Famille
Charles III est né à la Villa delle Pianore (it) près de Lucques, le seul fils de Charles-Louis de Bourbon, prince héréditaire de Lucques, et son épouse Marie-Thérèse de Savoie (1803-1879) (fille de Victor-Emmanuel Ier de Sardaigne et de Marie-Thérèse d'Autriche-Este). Lors du baptême il lui est donné le nom de Ferdinand Charles Joseph Victor Marie. Le 13 mars 1824, à l'avènement de son père comme duc de Lucques, Ferdinand-Charles devient à son tour prince héréditaire de Lucques.
Le prince héréditaire passe la majeure partie des dix premières années de sa vie en Allemagne et à Vienne. Quand il a quatre ans, la responsabilité de son éducation est confiée à un prêtre hongrois, Sigmond Deáki.
En 1841, Ferdinand-Charles est envoyé à Turin pour être formé dans l'armée. Il reçoit une commission dans l'armée piémontaise avec le grade de capitaine dans la cavalerie de Novare.
En 1847, Marie Louise d'Autriche s'éteint. Le prince de Lucques retrouve le duché de ses ancêtres. Il est confronté aux mouvements révolutionnaires de 1848 et, peu intéressé par la politique, abdique dès l'année suivante en faveur de son fils. 

## Mariage et descendance
Le 10 novembre 1845, Ferdinand-Charles se marie avec Louise d'Artois, fille de Charles Ferdinand de Bourbon, duc de Berry, et de la princesse Marie Caroline de Bourbon Siciles, alors remariée avec Hector Lucchesi-Palli. Sœur du prétendant aux trônes de France et de Navarre, Henri d'Artois, comte de Chambord, elle est la petite-fille du dernier roi de France, Charles X. 
La cérémonie se déroule au château de Frohsdorf, près de Lanzenkirchen, en Autriche.
De cette union naissent :
- Marguerite-Marie de Bourbon Parme (1847-1893). En 1867, elle épouse le prince Charles de Bourbon (1848-1909), qui deviendra « duc de Madrid » et prétendant aux trônes d'Espagne, de France et de Navarre ;

- Robert Ier, duc de Parme (1848-1907), marié en 1869 avec la princesse Pia de Bourbon Siciles (1849-1882), puis en 1884 avec la princesse Antonia de Bragance (1862-1959), d'où une nombreuse postérité des deux mariages ;

- Alice-Marie de Bourbon Parme (1849-1935), mariée en 1868 avec Ferdinand IV de Habsbourg, grand-duc détrôné de Toscane ;
- Henri Charles de Bourbon Parme (1851-1905), comte de Bardi, marié en 1873 avec la princesse Marie-Louise de Bourbon-Siciles (1855-1874), remarié en 1876 avec la princesse Aldegonde de Bragance (1858-1946). Sans descendance des deux mariages.

## Règne

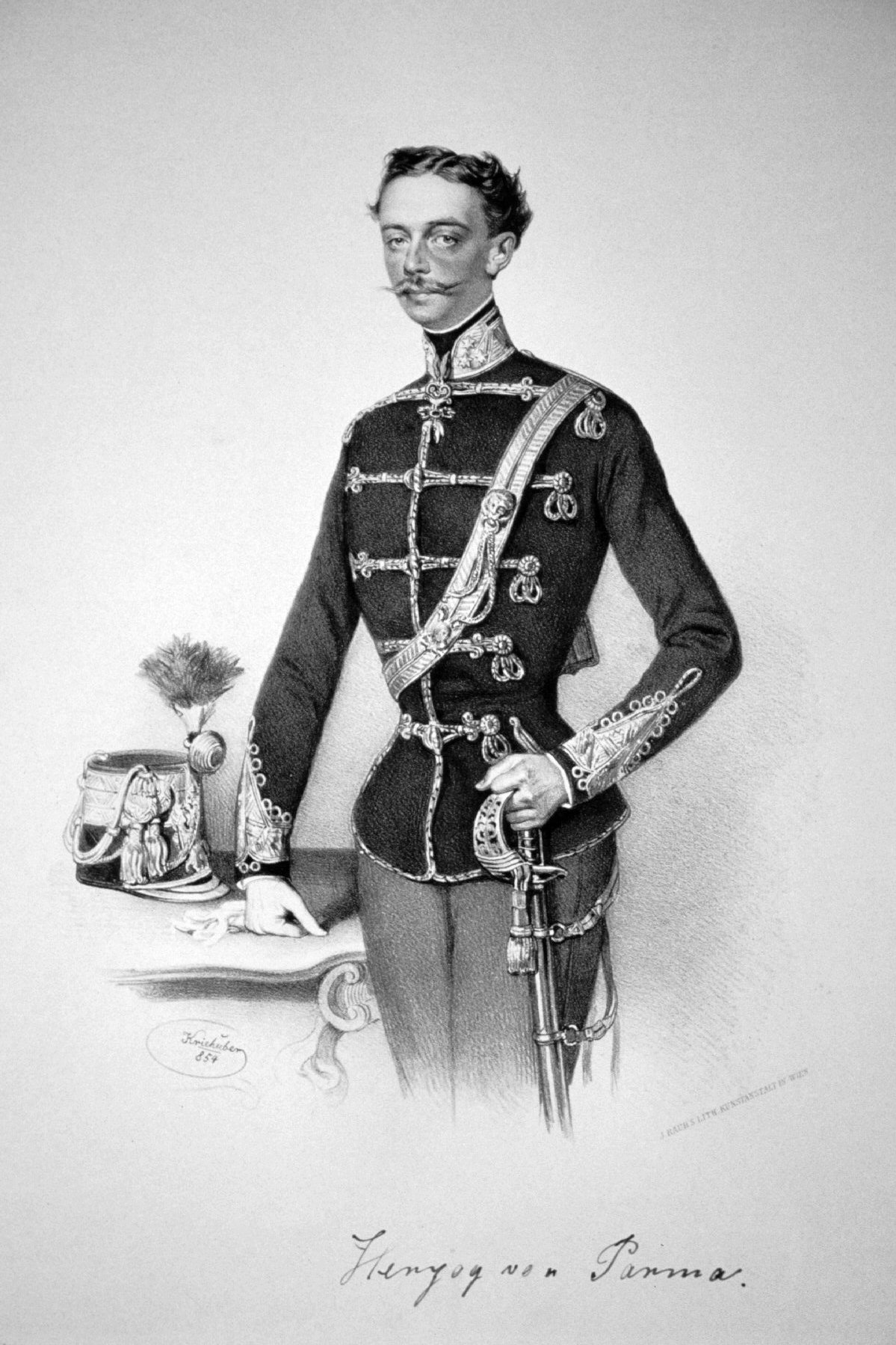
Le duc de Parme.

Le 25 août 1849, Ferdinand-Charles monte sur le trône sous le nom de Charles III de Parme. Il est marié à Louise d'Artois, fille du duc de Berry Charles-Ferdinand d'Artois et sœur du « comte de Chambord », prétendant légitimiste au trône de France. Il s'agit là d'un personnage très discuté, intelligent mais étrange, dont l'une des premières actions est d'intervenir contre les membres de la régence et d'instituer une commission chargée d'étudier les dépenses du gouvernement révolutionnaire.
Le duc dit vouloir l'indépendance vis-à-vis de l'Autriche à laquelle il est lié et sur qui il peut compter en cas d'attaques extérieures ou de révoltes internes. Extravagant, il exige de ses sujets une conduite qu'il n'a pas et se montre violent. Le duché se partage entre libéraux et légitimistes, mouvement issu de la Restauration française qui s'appuie sur une campagne traditionaliste, les villes penchant plutôt du côté des libéraux. En 1853, les légitimistes de Parme, soutenus par la duchesse, souhaitent l'abdication du duc alors qu'il se trouve en Autriche pour assister à des manœuvres. Mis au courant, le duc fait surveiller étroitement la duchesse et renvoie les fonctionnaires ayant participé au complot. À Parme, les impôts augmentent, les habitants vivent sous la surveillance du chef de la police Bassetti qui signe de nombreux ordres de punitions corporelles, suivant les exigences du duc. Le mécontentement gronde en ville. Le duc est poignardé dans une rue de Parme le 26 mars 1854 par Antonio Carra et meurt le lendemain à l'âge de 31 ans,.
Le 27 mars, la veuve du duc, Louise-Marie, annonce la mort de son époux et proclame son fils Robert Ier nouveau souverain, elle-même assurant la régence.

## Titulature et honneurs

### Titulature
- 14 janvier 1823 - 17 décembre 1847 : Son Altesse Royale le prince héréditaire de Lucques ;
- 17 décembre 1847 - 25 août 1849  : Son Altesse Royale le prince héréditaire de Parme ;
- 25 août 1849 - 8 octobre 1852 : Son Altesse Royale le duc de Parme et de Plaisance ;
- 8 octobre 1852 - 27 mars 1854 : Son Altesse Royale le duc de Parme et de Plaisance, infant d'Espagne[8].

### Honneurs
Duché de Parme :
- Grand-maître de l'ordre sacré et militaire constantinien de Saint-Georges[9]
- Grand-maître de l'ordre de Saint-Louis[9]

 Royaume d'Espagne : 
- Chevalier de l'ordre de la Toison d'Or[9]

 Royaume de France :
- Chevalier de l'ordre du Saint-Esprit[9]